# اچ‌ام‌اس ساسکس (۹۶)
اچ‌ام‌اس ساسکس (۹۶) (به انگلیسی: HMS Sussex (96)) یک کشتی بود که طول آن ۶۳۳ فوت (۱۹۳ متر) بود. این کشتی در سال ۱۹۲۸ ساخته شد.